# 534-й миномётный полк
534-й гвардейский Выборгский миномётный полк — воинское подразделение вооружённых сил СССР в Великой Отечественной войне.

## Участие в Великой Отечественной войне 1942—1943 гг
Миномётный полк 55-й армии в составе действующей армии с 09.12.1942 по 8.01.1943 года.
534-й армейский миномётный полк сформирован путём переименования миномётного полка 55-й армии, в составе действующей армии с 08.01.1943 по 5.01.1945 года.
- 534-й аминп участвовал на втором этапе Красноборско-Смердынской наступательной операции (10—27 февраля и 19 марта — 2 апреля 1943 года).

## Участие в Великой Отечественной войне 1944 г
- 14 января — 1 марта 1944 г. — Ленинградско-Новгородская стратегическая наступательная операция, где 42-я армия наступала из района Пулковских высот на Красное Село, Ропшу. Преодолевая упорное сопротивление противника, её соединения и части 19 января штурмом овладели сильным узлом обороны — г. Красное Село и к исходу этого дня соединились юго-восточнее Ропши с войсками 2-й ударной армии, завершив тем самым окружение остатков разгромлённой группировки немецких войск в районе севернее Ропши и Красного Села.
- 16 января 1944 г. — боевая операция 534-го аминп, под командованием майора Тевзадзе Д. И., в районе Верхнее-Койрово. Бывшая деревня Верхнее-Койрово перестала существовать после войны.
- 20 января 1944 г. — после ликвидации окружённой группировки войск противника 42-я армия продолжила наступление и освободила города Урицк (20 января), Пушкин (город) и Павловск (Санкт-Петербург) (24 января), Гатчину (26 января).
- 28 января 1944 г. — операция 534-го аминп в районе станции Илькино.
- 4 февраля 1944 г. — освобождён город Гдов, войсками 42-й армии при активной поддержке партизан.
- 16 февраля 1944 г. — началось дальнейшее продвижение советских войск к югу.
- 16 февраля — 1 марта 1944 гг. войска Ленинградского фронта силами правого крыла расширяли плацдарм на р. Нарва, а войсками левого крыла продолжали преследовать противника на псковском и островском направлениях. Главные силы 2-го Прибалтийского фронта вели преследование отходивших соединений немецкой 16-й А.
- К концу февраля 1944 г. войска 42-й армии вышли с севера к внешнему обводу псковско-островского укреплённого района противника, и южнее его на рубеж Новоржев, Пустошка, где, встретив упорное сопротивление, 12 марта перешли к обороне.
- 1 марта 1944 г. войска Ленинградского фронта и 2-го Прибалтийского фронта по приказу Ставки ВГК перешли к обороне.
- апрель 1944 г. — 534-й миномётный полк, под командованием майора Шаблий Ф. Е., ведёт затяжные бои в составе 54-й армии на Псковском направлении у деревни Староселье Каськовская волость.
- 23 апреля 1944 г. получен приказ на передислокацию в район Ленинграда и на переподчинение командованию 21-й армии генерала Гусева и командующего артиллерией Михалкина.
- 10 июня — 20 июня 1944 г. — Выборгская наступательная операция' в рамках Выборгско-Петрозаводской наступательной операции (10 июня — 9 августа 1944 г.).
- 10 июня 1944 г. — прорыв обороны противника в районе Сестрорецк — Белоостров и выход к финскому хутору Куссеина.
- 11 июня 1944 г. — взятие города Териоки. Разведка в районе Райволо.
- 12-13 июня 1944 г. — затяжной штурм опорного пункта Кутеселькя.
- 15 июня 1944 г. — прорыв и продвижение к населённому пункту Инонкюля — 534 аминп поддерживает наступление 173-го стрелкового полка90-я стрелковая дивизия.
- 18 июня 1944 г. — прорыв по тылам противника через Койвисто ударной группы в составе 176-го стрелкового полка 46-я стрелковая дивизия (3-го формирования) под командованием майора Семёнова, 1238-го полка самоходных установок СУ-152 майора Котова и 534-го аминп майора Шаблия, для нанесения удара с тыла по линии обороны финнов — знаменитой Линии Маннергейма южнее населённого пункта Куппаниескотти. Памятник воинам 46-й дивизии во Всеволожском районе, пгт. имени Морозова.
- 20 июня 1944 г. — взятие города Выборг.
- 26 июня 1944 г. — бои за Выборгом в районе высоты 41,6.
- 2 июля 1944 г. — Приказом Ставки ВГК № 0173 соединениям и частям, отличившимся в боях при прорыве линии Маннергейма и овладении городом и крепостью Выборг, присвоено наименование Выборгских, в том числе: 534-й Выборгский аминп (командир — майор Шаблий, Фёдор Елисеевич).
- 4 июля 1944 г. — сильный налёт тяжёлой артиллерии финнов по штабу 534-го полка. Большие потери.
- 17 июля 1944 г. — попытка финнов прорвать оборону полка в дефиле озёр Ихантала-ярви и Сало-ярви.
- 5 сентября 1944 г. — в 10:00 прекращение военных действий с Финляндией.
- 2 января 1945 г. — приказ на передислокацию в Житомир.

## Участие в Великой Отечественной войне 1945 г
534-й гвардейский Выборгский миномётный полк сформирован 13 января 1945 г. путём преобразования 534-го аминп. В составе действующей армии с 20.02.1945 по 11.05.1945 года.
- 15 января 1945 г. — прибытие в житомирские артиллерийские лагеря, где 534-й гвардейский Выборгский миномётный полк 120-и мм миномётов вошёл вместе с 205-м пушечным полком (с 21.2.45 г.) и 211-м гвардейским Рижским гаубичным полком (преобразован из 385-го Рижского гап 20.1.45 г.) в 57-ю дивизионную артиллерийскую бригаду, подчинённую командованию 106-й гвардейской стрелковой дивизии генерала Виндушева. В 57-й дивизионной артиллерийской бригаде имелось 20 76-мм пушек, 20 122-мм гаубиц и 20 120-мм миномётов. Командир бригады являлся одновременно заместителем командира и командующим артиллерией дивизии. На вооружении отдельного противотанкового дивизиона находились 57-мм противотанковые пушки ЗИС-2. Формирование артиллерии дивизии проходило на основании соответствующих приказаний командующего артиллерией РККА, развивающих приказ ставки ВКГ от 14.12.1944 г. № 0047.
- 6 февраля 1945 г. — выехали на фронт в южном направлении.
- с 21 февраля 1945 г. 106 гв. сд, в состав которого вошёл 534-й гв. минп, в Действующей армии.
- 13 марта 1945 г. — планирование наступления и разведка боем в районе населённого пункта Чекберень, северо-западнее Будапешта. 534-й полк в составе 57-й артбригады поддерживает 351-й стрелковый полк 106-й гвардейской стрелковой дивизии под командованием полковника Федотова. 534-й полк прошёл с 351-м полком от начала боевых действий и до конца войны. Его боевая деятельность неразрывна от боевой деятельности 351-го полка. И поэтому история боевых действий 351 гв. стрелкового полка — есть история 534 гв. миномётного полка.
- 17 марта 1945 г. — взятие города Mór.
- 20 марта 1945 г. — взятие населённых пунктов Тарлан, Надвелег. Продвижение в направление населённого пункта Ака.
- 23 марта 1945 г. — передислокация в район Дюрар. Наступление в направлении населённого пункта Баконьсинтласло.
- 26 марта 1945 г. — встречный бой с группой СС на БТРе.
- 29 марта 1945 г. — форсирование канала Раба и продвижение в направлении Вамош, Чалад, Чер.
- 30 марта 1945 г. — ночной разведывательный рейд на БТРе в тыл противника у венгерской деревни с русским названием Иван. Днём напряжённый бой 351-го стрелкового полка 106-й гвардейской стрелковой дивизии и при огневой поддержке 534-го миномётного полка и дивизиона 211-го гаубичного полка.
- 4 апреля 1945 г. — взятие города Баден (Нижняя Австрия). Выход на Сант Елена.
- 5-6 апреля 1945 г. — активный бой за населённый пункт Алланд.
- 8 апреля 1945 г. — взятие города Клаузен-Леопольдсдорф.
- 9 апреля 1945 г. — продвижение в район населённого пункта Альтленгбах.
- 15 апреля 1945 г. — стремительное наступление в районе Райт (Альпбахталь), Пира, Штатерсдорф. Бой в районе Санкт-Пельтен.
- 18 апреля 1945 г. — бой у кирпичного завода западнее Санкт-Пельтен.
- 25 апреля — 4 мая 1945 г. — отдых в Вене. Участие в первомайском параде.
- 5 мая 1945 г. — разведка в районе Айбентайль.
- 8 мая 1945 г. — преследование отходящего противника по направлению: Айхенбрун, Шторисдорф, Хаугсдорф, Рётц, Дросендорф, Раабэ, Гардек на Тайе. По пути отдельные группы противника сдавались в плен.
- 9 мая 1945 г. — ночной бой с танковым заслоном противника. Потери: 2-е автомашины, 2-е 76-мм пушки и несколько человек убитыми. На рассвете, при подходе к городу Гардек встретили сопротивление группы фольксштурма. К вечеру прибыли в город Славоницы на территории Чехословакии. Там отпраздновали Победу в Великой Отечественной войне!
- 10 мая 1945 г. — полк разместился лагерем у леса в 10 км от Йжинхной-Градец.
- 20 мая 1945 г. — общий смотр подразделений 38-го гвардейского стрелкового корпуса. Проводился: командиром корпуса генералом Утвенко и командующим артиллерией корпуса полковником Зубчаниновым, командиром 106-й гвардейской стрелковой дивизии генералом Виндушевым и др.
- 4 июня 1945 г. — передислокация частей 38-го гвардейского стрелкового корпуса из Чехословакии.
- 7 июля 1945 г. — обосновались лагерем на острове Сегетсен-Миклош на Дунае, восточнее Будапешта.
- 20 января 1946 г. — 534-й полк покидает лагеря и грузится на ст. Будапешт-товарная.
- 16 февраля 1946 г. — 534-й гвардейский Выборгский миномётный полк прибыл в город Тейково Ивановской области.
- 8 июня 1946 г. — 534-й полк передислоцируется в район Тулы Тесницкие лагеря.
- Весной 1946 года части 106-й гвардейской стрелковой дивизии, переименованной в 106-ю гвардейскую воздушно-десантную дивизию, в полном составе передислоцировались на Родину в Тулу и приступили к плановой боевой подготовке по программе Воздушно-десантных войск.

## Полное наименование
- Миномётный полк (минп) 55-й армии (9.12.42-8.1.43.)
- 534-й армейский миномётный полк (аминп) (8.1.43.-5.1.45.)
- 534-й Выборгский армейский миномётный полк (с 21.06.44.)
- 534-й гвардейский Выборгский миномётный полк (20.02.45.-11.05.45.)

## Командиры
- Тевзадзе, Давид Иосифович, 1905 года рождения, грузин, в РККА с 1927 г., член ВКП(б) с 1931 г., майор, награждён орденом Красное Знамя, медалью «За оборону Ленинграда». Участник Финской компании 1939—1940 гг.
- Шаблий, Фёдор Елисеевич, 1918 года рождения, украинец, место рождения: Украинская ССР, Днепропетровская обл., г. Кривой Рог, в РККА с 1936 г. (доброволец), член ВКП(б) с 1939 г, ст. лейтенант (1941 г.), капитан (1942 г.), майор (1943 г.), гв. подполковник (1945 г.), награждён орденами Красной Звезды (1942 г.), Отечественной войны 2-й степени (1943 г.), Отечественной войны 1-й степени (1943 г.), Красного Знамени (1944 г.), Александра Невского (1944 г.), Красного Знамени (1945 г.), Отечественной войны 1-й степени (1985 г.), медалями «За оборону Ленинграда», «За оборону Сталинграда», «За взятие Вены».

## Подчинение
| Дата            | Фронт (округ)        | Армия                 | Корпус                             | Дивизия                              | Бригада                    | Примечания                         |
| --------------- | -------------------- | --------------------- | ---------------------------------- | ------------------------------------ | -------------------------- | ---------------------------------- |
| 09.12.1942 года | Ленинградский фронт  | 55-я армия            | -                                  | -                                    | -                          | -                                  |
| 08.01.1943 года | Ленинградский фронт  | 55-я армия            | -                                  | -                                    | -                          | -                                  |
| 01.02.1943 года | Ленинградский фронт  | 55-я армия            | -                                  | -                                    | -                          | -                                  |
| 01.03.1943 года | Ленинградский фронт  | 55-я армия            | -                                  | -                                    | -                          | -                                  |
| 01.04.1943 года | Ленинградский фронт  | 55-я армия            | -                                  | -                                    | -                          | -                                  |
| 01.05.1943 года | Ленинградский фронт  | 42-я армия            | -                                  | -                                    | -                          | -                                  |
| 01.06.1943 года | Ленинградский фронт  | 42-я армия            | -                                  | -                                    | -                          | -                                  |
| 01.07.1943 года | Ленинградский фронт  | 42-я армия            | -                                  | -                                    | -                          | -                                  |
| 01.08.1943 года | Ленинградский фронт  | 42-я армия            | -                                  | -                                    | -                          | -                                  |
| 01.09.1943 года | Ленинградский фронт  | 42-я армия            | -                                  | -                                    | -                          | -                                  |
| 01.10.1943 года | Ленинградский фронт  | 42-я армия            | -                                  | -                                    | -                          | -                                  |
| 01.11.1943 года | Ленинградский фронт  | 42-я армия            | -                                  | -                                    | -                          | -                                  |
| 01.12.1943 года | Ленинградский фронт  | 42-я армия            | -                                  | -                                    | -                          | -                                  |
| 01.01.1944 года | Ленинградский фронт  | 42-я армия            | -                                  | -                                    | -                          | -                                  |
| 01.02.1944 года | Ленинградский фронт  | 42-я армия            | -                                  | -                                    | -                          | -                                  |
| 01.03.1944 года | Ленинградский фронт  | 42-я армия            | -                                  | -                                    | -                          | -                                  |
| 01.04.1944 года | Ленинградский фронт  | 54-я армия            | -                                  | -                                    | -                          | -                                  |
| 01.05.1944 года | Ленинградский фронт  | -фронтовое подчинение | -                                  | -                                    | -                          | -                                  |
| 01.06.1944 года | Ленинградский фронт  | 21-я армия            | -                                  | -                                    | -                          | -                                  |
| 01.07.1944 года | Ленинградский фронт  | 21-я армия            | -                                  | -                                    | -                          | -                                  |
| 01.08.1944 года | Ленинградский фронт  | 21-я армия            | -                                  | -                                    | -                          | -                                  |
| 01.09.1944 года | Ленинградский фронт  | 21-я армия            | -                                  | -                                    | -                          | -                                  |
| 01.10.1944 года | Ленинградский фронт  | 59-я армия            | -                                  | -                                    | -                          | -                                  |
| 01.11.1944 года | Ленинградский фронт  | 23-я армия            | -                                  | -                                    | -                          | -                                  |
| 01.12.1944 года | Ленинградский фронт  | -фронтовое подчинение | -                                  | -                                    | -                          | -                                  |
| 01.01.1945 года | Ленинградский фронт  | 23-я армия            | -                                  | -                                    | -                          | -                                  |
| 13.01.1945 года | Резерв Ставки ВГК    | 9-я гвардейская армия | 38-й гвардейский стрелковый корпус | 106-я гвардейская стрелковая дивизия | 57-я гв. див. арт. бригада | -Житомирские артиллерийские лагеря |
| 01.02.1945 года | Резерв Ставки ВГК    | 9-я гвардейская армия | 38-й гвардейский стрелковый корпус | 106-я гвардейская стрелковая дивизия | 57-я гв. див. арт. бригада | -                                  |
| 21.02.1945 года | 2-й Украинский фронт | 9-я гвардейская армия | 38-й гвардейский стрелковый корпус | 106-я гвардейская стрелковая дивизия | 57-я гв. див. арт. бригада | -                                  |
| 01.04.1945 года | 3-й Украинский фронт | 9-я гвардейская армия | 38-й гвардейский стрелковый корпус | 106-я гвардейская стрелковая дивизия | 57-я гв. див. арт. бригада | -                                  |
| 01.05.1945 года | 3-й Украинский фронт | 9-я гвардейская армия | 38-й гвардейский стрелковый корпус | 106-я гвардейская стрелковая дивизия | 57-я гв. див. арт. бригада | -                                  |